# Barosaurus
Barosaurus ((græsk): "tung øgle") var en diplodocid dinosaur på 21-23 meter i længden og stående højde på 15 meter. Den tilhører sauropoda – nogle af dens slægtninge er Diplodocus, Amargasaurus, Apatosaurus, Seismosaurus, Supersaurus, Argentinosaurus. Barosaurus var kun en mellemstor sauropod med en længde som voksne blåhvaler. Barosaurus vejede op til 12 ton.
- Wikimedia Commons har flere filer relateret til Barosaurus

1. ↑  Hvaler og delfiner i farver, 1995, Politikens Forlag, ISBN 87-567-5636-4
2. ↑  Per Christiansen: Dinosaurerne i nyt lys, s. 182, 2003, Gads Forlag, ISBN 87-12-03977-2